# أنطون بوخاروف
أنطون بوخاروف (بالروسية: Антон Дмитриевич Бочаров)‏ هو لاعب كرة قدم روسي في مركز الوسط، ولد في 14 يناير 1995 في سامارا في روسيا. لعب مع كريليا سوفيتوف سامارا.